# Афанасиј Фет
Афанасиј Афанасјевич Фет (рус. Афана́сий Афана́сьевич Фет), касније познат као Шеншин ( 5. децембар [по јулијанском 23. новембар] 1820. – 3. децембар [по јулијанском 21. новембар] 1892.), био је познати руски песник који се сматра најбољим мајстором лирског стиха у руској књижевности.

## Биографија
Афанасиј Фет је рођен 5. децембра 1820. у породици Афанасија Шеншина, 44-годишњег руског властелина из Мценска, и Шарлоте Бекер, 22-годишње ћерке Карла Бекера, немачког гостионичара. Док је боравио код њих током посете Немачкој, Шеншин се заљубио у Шарлот, која је пристала да га прати у Русију. Трудна са својим другим дететом, развела се од мужа Јохана Фоетха, судског службеника у Дармштату, и удала се за свог просца из Русије, али је била приморана да остави једногодишњу ћерку Каролину. У новембру, на Шеншиновом имању Новосјолки, родила је дечака који је крштен као Афанасиј Афансјевич Шеншин.
Четрнаест година касније, пошто се брак Шеншина и Бекера, регистрован у Немачкој, показао као правно неважећи у Русији, Афанасиј је морао да промени своје презиме из Шеншин у Фет, презиме његовог биолошког оца. Ово се показало као изузетно трауматично искуство за дечака, отежано чињеницом да је још у Дармштату Јохан Фет одбио да га призна за свог сина. Према Татјани Кузминској (сестри Софије Толстоје), Фетова „највећа невоља у животу била је чињеница да он није био законити Шеншин као његова браћа (који су га третирали као равноправног), већ ванбрачни син Фета, немачки Јевреј  Он није могао да се натера да призна да је име Фет толико супериорније од Шеншиног, и да га је он сам учинио својим песништвом, што је чињеница у коју је Лав Толстој узалуд покушавао да га убеди.“

### Просветни и књижевни првенац
Са 14 година Афанасиј Шеншин је послат у немачки интернат у Вируу. Тамо је у писму обавештен да ће се од тада звати Фет, а не Шеншин, због чега се осећао, додуше, „као пас који је изгубио господара“. Године 1837. Афанасиј Шеншин је преселио свог посинка у московски интернат чији је власник био историчар Михаил Погодин. У јесен 1838. Фет се уписао на Московски универзитет да студира право и филологију . У својој првој години почео је да пише поезију, касније цитирајући Гетеа, Хајнеа и Јазикова као утицаје, и упознао Аполона Григоријева, колегу студента и амбициозног песника. Њих двоје су постали блиски пријатељи и убрзо се Афанасиј уселио у кућу Григоријева у Замоскворечју и настанио се у малој соби на горњем спрату, коју су често посећивала још два пријатеља, Јаков Полонски и Сергеј Соловјов. Идеје Аполона Григоријева о писању поезије утицале су и на младог Фета.
Крајем 1830-их Фет је показао неке од својих песама Погодину, који их је послао Николају Гогољу да добије мишљење. Пресуда писца („несумњиво надарен“)  подстакла је Фета да објави своју прву збирку Лирски пантеон (1840, потписан „АФ“). Најпре га је похвалио професор Петар Кудрјавцев у Отечественим записима, затим Висарион Бјелински, који је неколико година касније тврдио: „Фет је најдаровитији од живих руских песника“. Године 1841. песма "Посејдон" појавила се у Отечественим записима ; то је био први пут када је неко од његових дела објављено под пуним именом аутора. Каснији научници су се питали да није пука грешка слагача довела до тога да се руско е (као у Ф ое тх) претвори у е (као у Ф е т). Без обзира на то, према биографу Тархову, „трансформација је била значајна: у једном тренутку презиме 'грађанина Хесен-Дармштата' претворило се у псеудоним руског песника.
У периоду 1842–1843, Фетове песме су редовно штампане у часописима Отечественије записи и Москвитианин, а његов ментор Степан Шевирјов постао је његов уредник. Неке од његових песама појавиле су се у збирци Најбоља руска поезија коју је саставио Алексеј Галахов 1843. „Не буди је у зору...“ (На заре ти ее не буди) је умузичио Александар Варламов и тако је тај стих постао популарна руска романса. Ипак, тих година је Фет био јадан човек: „Никада у животу нисам познавао особу која је толико измучена депресијом... Могућност да изврши самоубиство ме веома ужасава“, написао је Аполон Григоријев у својој аутобиографској новели Офелија.

### Војна служба иСовременикгодине
Године 1844. Фет је дипломирао на универзитету. Касније те године изгубио је мајку од рака. Почетком 1845. напустио је имање Новосјолки, отишао у Херсон, а у априлу се, пратећи традицију породице Шеншин, придружио царском кирасирском пуку као млађи официр са намером да евентуално поврати своје презиме и све привилегије племства које је изгубио. с тим. Постојао је само један аспект војног живота у којем је уживао, дисциплина. Иначе, у писмима се жалио на културну изолацију и осећање „жив закопан“. Једном приликом је описао своје искуство тамо као „живот међу чудовиштима“ када вам „једном на сат приђе други Виј, очекујући да узвратите осмехом“.
У јесен 1848. Фет се заљубио у двадесетогодишњу Марију Лазич, образовану и интелигентну девојку, која је волела и њега. Не видећи начина да се ожени сиромашном ћерком сиромашног херсонског земљопоседника, Фет ју је напустио. 1851. Марија је умрла, запаливши своју хаљину. Неки су сугерисали да је ово можда била несрећа, други су то видели као коначну изјаву „поносне и очајне девојке која је одлучила да живот није вредан труда без човека којег је волела“. Марија је умрла од опекотина четири дана касније, а њене последње речи су наводно биле: „Немојте њега кривити за ово“. Огроман осећај кајања мучио је Фета до краја живота. Овај догађај и лик Марије често би се евоцирали у његовим каснијим стиховима.
Крајем 1840-их, након неколико година заустављања, Фет се вратио писању. Године 1850. збирка под називом Песме А. Фета најавила је његов успешан повратак на руску књижевну сцену. Године 1853. пребачен је у улански пук са седиштем у оближњем Санкт Петербургу. Током Кримског рата служио је са трупама које су чувале естонску обалу. Године 1853. Николај Некрасов је позвао Фета да се придружи Современику, где се поново придружио својим старим пријатељима Ивану Тургењеву и Василију Боткину. У Тургењевљевој кући Фет је упознао Лава Толстоја, тада младог официра тек из Кримског рата, што је резултирало доживотним пријатељством. Не само да је Некрасов активно промовисао Фета као песника, он је очигледно више волео свој рад него рад других, укључујући и своје. „Шта би могао да буде извор ове чудесне песничке смелости, истинска карактеристика великог песника, која потиче од овог добродушног, дебељушкастог официра, је ван мене“, питао се Лав Толстој.
Песме А.А. Фета изашле су 1856. године, али су се показале као нешто више од прерађене и уређене верзије његове књиге из 1850. године. Према речима писца и мемоаристе Авдотје Панаеве, Фет је Некрасову и Тургењеву дао карте бланш у састављању ове антологије и док је први био против обимног уређивања, други је инсистирао на драстичним резовима и на крају је његов аргумент победио. У предговору књизи Некрасов је написао: „Ни један песник од Пушкина није успео да пружи такво одушевљење онима који разумеју поезију и спремно јој отворе душу, као што то чини Фет. То не значи рећи да су оба једнака: само да је у свом пољу Фет једнако врхунски као што је био Пушкин у свом, много ширем и разноврснијем.“
До 1856. године, када су збирке поезије Фета и Некрасова изашле готово истовремено, њихови лични односи су већ постали затегнути због идеолошких разлика. У свом есеју о Фјодору Тјутчеву из 1859. Фет је написао: „Појам да би друштвена мисија, морална вредност или релевантност поезије могли бити супериорнији у односу на њене уметничке аспекте, за мене је ноћна мора; Ја сам ову идеју одавно напустио. Раздор са остатком особља Современика постао је очигледан, а касније те године Фет је напустио часопис, којим су сада доминирали Николај Чернишевски и Николај Доброљубов.

### Пензионисање из војске
Године 1857. у Паризу се Афанасиј Фет оженио Маријом Петровном Боткином (ћерком богатог трговца чајем и сестром његовог доброг пријатеља, књижевног критичара Василија Боткина), описаном као изузетно љубазна и симпатична особа, потпуно лишена љубоморе, која је била савршено срећна. да се према мужу односи „као да се дадиља понаша према детету“. Године 1858. Фет се повукао из војне службе и вратио се у Москву. Годину дана касније купио је запуштени хутор Степановка у Мценској области Орелске губерније и преселио се тамо 1860. У наредних четрнаест година претворио је комад голе (макар и плодне) земље у цветајућу башту, покренуо фарму за узгој коња, саградио млин и упустио се у пољопривредне подухвате који су се показали успешним и уносним. Године 1862. Руски Вестник је почео да објављује своје чланке о пољопривредној трговини и економији. Све је то изазвало оштре критике, између осталих, од Михаила Салтикова-Шчедрина. „Један од оних који су нестали у својим земаљским рупама је сада Фет који… у тренуцима доколице ствара наизмјенце сад фину романсу, затим мизантропски есеј, па још једну романсу и још мизантропије“, написао је. Једанаест година (1867–1877) Фет је служио као локални мировни судија и постао је веома поштован и од сељака и од земљопоседника.
Лав Толстој, који се отприлике у исто време повукао на своје сеоско имање Јасна Пољана, одобрио је Фетову одлуку да се „настани на земљи“. Међутим, за разлику од Толстоја, који је отишао у земљу тражећи боље услове за рад, Фет је потпуно престао да пише. "Претворио се у агронома, 'станодавац у очају', пустио је да му расте брада, неке невероватне коврче иза ушију, не жели да чује за литературу и само ентузијастично проклиње све периодичне публикације", обавестио је Тургењев Полонског у мају Писмо из 1861. „Некада сам био сиромах, пуковски ађутант, сада сам, хвала Богу, орловски, куршки и вороњешки властелин, и живим у прелепом имању са парком. Све ово сам постигао тешким радом, а не неким махинацијама“, написао је Фет у писму Ревелиотију, свом пријатељу официру.

### Касније године
Током 1860-их Фет је превео Енејиду и Шопенхауеров Свет као воља и представљање. Његов превод Шекспировог Јулија Цезара, објављен 1859. године, негативно је рецензирао Современник. „У мени једноставно нема никаквог драматуршког дара“, признао је Фет касније. Из села и Белешке о грађанском раду, две збирке есеја које су првобитно објавили часописи Руски Вестник, Литературнаја библиотека и Зарја 1862–1871, садржале су и неке фино написане новеле и приповетке. У ретроспективи, најбољим примером Фетове прозе сматра се кратки роман Породица Голтс (1870) који је испричао трагичну причу о социјалном и менталном паду сеоског лекара алкохоличара. То су биле године Фетовог блиског контакта са Лавом Толстојем кога је често посећивао у Јасној Пољани.
Године 1873. Фет је писао својој жени: „Не можете ни замислити колико мрзим име Фет. Преклињем вас да то никада не помињете... Ако би неко од мене тражио да дам само једно име свим животним искушењима и невољама, рекао бих без оклевања, ово име је 'Фет'." Исте године је коначно остварена највећа Фетова амбиција: цар Александар II му је одобрио повратак очуховог презимена са свим правима и привилегијама руског племства. Тургењев је са сарказмом поздравио „нестанак Фета и појаву Шеншина“. Симпатичнији се показао Лав Толстој који је хвалио Фетову храброст и стрпљење да ову болну ствар приведе крају. Сада званично Шеншин, песник је задржао Фета као свој перјаник.
Године 1873. Фет је купио друго село, Воробјовку, у близини Курска и вратио се писању поезије. „У Воробјовки се моја муза пробудила из дугогодишњег сна и почела да ме посећује онолико често колико је обилазила у зору мог живота“, писао је Фет великом кнезу Константину Романову 25. августа 1891. Године 1881. Фет је купио малу кућу у улици Пљушикха у Москви. Од тада ће проводити зиме у граду, преселити се у Воробјевку у априлу и тамо остати до краја септембра. Резултат овог новог таласа креативности биле су четири књиге серије Вечерња светла (издате 1883, 1885, 1888 и 1891) у којима се налазе нека од његових најбољих дела.
Борећи се са непријатељским рецензентима, који су правили велики део контраста између богатог и помало помпезног земљопоседника и његове узвишене, елегантне поезије, Фет је инсистирао да му је прагматизам помогао да добије апсолутну уметничку слободу. Ипак, интересовање за његов рад је почело да опада. Вечерња светла су се слабо продавала и само је круг блиских пријатеља (Лав Толстој, Владимир Соловјов, Николај Страхов, Јаков Полонски, Алексеј К. Толстој, Петар Чајковски међу њима) изразио одушевљење Фетовом потоњом животном поезијом. „С нестрпљењем чекам [IV верзију] ваше Вечерње светлости ... Волео бих да могу да додам – ’као што то чини и остала наша интелигенција’, али нажалост то није случај“, написао је Полонски у писму из новембра 1890. године.
Године 1890. објављена су два издања Фетовог дела Моја сећања: 1848–1889 . Друга књига, Моје ране године, изашла је постхумно, 1893. Дана 28. јануара 1892. године у ресторану московског Ермитажа одржана је грандиозна манифестација поводом 50. годишњице Фетове књижевне каријере. Чинило се да је задовољан раскошношћу тога, али је касније у песми О 50. рођендану моје музе прославу помињао као 'реквијем'. Дана 26. фебруара монарховим указом Фет је добио титулу камергера. Његова последња песма је датирана 23. октобра 1892.

### Смрт
Околности Фетове смрти изазвале су скоро исто толико контроверзи као и околности његовог рођења. У октобру 1892. Фет се преселио из Воробјовке у своју московску кућу. Током посете грофици Софији Толстаји прехладио се и касније добио тешки бронхитис. Породични лекар Остроумов је у разговору са Фетовом супругом предложио да се пацијент, какав је сада лош, причести. „Афанасије Афанасијевич не признаје ниједан од таквих ритуала“, одговорила је она и уверила доктора да је спремна да на себе преузме грех лишења причешћа умирућег човека.
Рано ујутру 21. новембра пацијент је изненада послао по шампањац. Његова жена је протестовала, али се чинило да је Фет био у великој узрујаности и журби. „Иди и врати се што пре можеш“, наредио је. Док је Марија одлазила, Фет је рекао својој секретарици (касније названој гђа. Ф.): „Пођи са мном, ја ћу ти диктирати“. - "Писмо?" питала је. „Не“, стигао је одговор. Госпођа Ф. га је пратила и написала следеће: „Не видим разлога да свесно продужавам своју патњу. Вољно сам изабрао да урадим оно што би ионако било неизбежно." Он је ово потписао: „21. новембар. Фет (Шеншин)“, са „чврстом руком, свакако не руком човека на самрти“, према биографу Борису Садовској. Оно што је уследило била је „нека врста менталне олује коју неки људи доживљавају када се суоче са смрћу. Само налет привременог лудила могао је да објасни што је почео да трчкара, да доноси вечеру и ножеве за папир који му очигледно не би могли озбиљно да нашкоде“, написао је Садовској. Док је Фет зграбио нож за папир са стола пре њега, гђа. Ф. је успела да га разоружа, при чему је повредила руку. Гоњен од своје окрвављене секретарице, Фет је ушао у трпезарију, пришао ормарићу у коме су били столни ножеви и безуспешно покушао да га отвори. Затим је, дахћући, изненада пао на столицу. Према речима секретарице, очи су му се широм отвориле, као да је пред неким страшним призором, рука му се подигла као да прави крст, па беживотно пала. Касније се тврдило да је узрок његове смрти срчани удар. Опело је одржано 22. новембра 1892. године у цркви Московског универзитета. Афанасиј Фет је сахрањен 23. новембра у свом породичном трезору у Клемјонову, старом имању породице Шеншин.

## Завештање
У ретроспективи, Афанасиј Фет се сматра највећим лирским песником Русије. Његове стихове је високо ценио Висарион Бјелински, који га је сврстао у ранг са Михаилом Љермонтовим. „Такав лирски увид у саму срж Пролећа и људску емоцију изазвану њиме био је до сада непознат у руској поезији“, писао је критичар Василиј Боткин 1843. Осип Мандељштам је Фета сматрао највећим руским песником свих времена. Фет, чија је сензуална и меланхолична лирика често била прожета тугом и трагедијом, извршио је снажан утицај на руске симболисте, посебно Инокентија Аненског и Александра Блока, који га је називао својим „великим учитељем“. Међу онима под утицајем Фета били су Сергеј Јесењин и Борис Пастернак. Чајковски је написао:
Фет је изузетан феномен. Нема сврхе поредити га са другим првокласним песницима, или ићи и анализирати Пушкина, Љермонтова, Ал. Толстој и Тјутчев траже сличности... Јер, у својим најлепшим тренуцима, Фет сасвим напушта границе поезије и смело се упушта у наше поље. Зато ми, када помислим на Фета, често пада на памет Бетовен... Као и Бетовен, он је обдарен моћи да дотакне оне струне наших душа које су недостижне песницима, ма колико јаки, који се ослањају само на речима. Пре него песник, он је музичар-песник.
Професор Пјотр Кудрјавцев је такође сматрао Фета великим мајстором стиха вођеног мелодијом. Његова поезија, „јединствена у погледу естетике“, може се узети као доказ да је „права поезија самодовољна и њени извори неће пресахнути ни у најнеповољнијим временима“, тврди Кудрјавцев.
Ипак, Фет није био популаран песник током свог живота. Василиј Боткин је приметио да је чак и 1860-их, када су његове књиге уживале углавном позитивне критике, „шира јавност скептично третирала ове похвале... Ако је уопште био успешан, онда углавном код књижевника“. Један од разлога за то је можда била његова неспремност да се мења у складу са „духом времена“. „За разлику од Некрасова, који је савршено изражавао дух времена, увек идући у току, Фет је одбио да ’поново уштима жице своје лире’“, тврдио је совјетски научник Дмитриј Благој.

### Фетова естетика и филозофија
Фет је био заговорник романтичарске идеје о потреби да песник прави разлику између две животне сфере, 'идеалне' и 'стварне'. „Само идеална сфера даје могућност да се удахне виши живот“, тврди он у својим мемоарима. Ова сфера је, према Фету, обухватала лепоту, љубав, тренутке хармоније између људске душе и бесконачног космоса, и уметност као такву. Чежња за идеалом, према биографу Тархову, била је покретачка снага Фетове поезије. У свом есеју о Тичеву, који је објавило Руско Слово 1859. године, Фет је тврдио да је само „чиста љубав“ (концепт који је у руску књижевност увео Василиј Жуковски) требало да служи „чиста уметност“. Док су 1840-их такве идеје још биле привлачне, 1860-их Фет се нашао као усамљена фигура међу претежно реалистичким писцима.
Фет је сматрао да је природна филозофија механизам за испитивање веза, видљивих и невидљивих, између човека и природе. На трагу своје 'целине', објединио је песме у циклусе ("Пролеће", "Лето", "Јесен", "Снег", "Мелодије", "Прорицање судбине"), од којих свака представља неки аспект душе, све уједињене лајтмотивом стапања са оним што се налази ван граница људске перцепције. Само 'живот напољу' даје човеку тренутке апсолутне слободе, тврдио је Фет. Пут до ових спољашњих сфера лежи у комуникацији са природом, која има сопствену душу, кроз тренутке радости ('једност'). Женска лепота послужила је као део целокупне слике за Фета који је имао циклус песама посвећених женама (А. Бржевскаја, Софија Толстаја, А. Осуфијева и др.) заснован на његовој „филозофији лепоте“. Процес поновног стицања јединства са природом води човека из поквареног стварног света и доноси му екстатичну радост и потпуну срећу, сматра Фет.

## Политичко гледиште
Владимир Семенкович, аутор неколико књига о Фету, тврдио је да он није био „...ни либерал ни конзервативац, већ само човек из 1840-их, или, боље речено, један од последњих људи 1840-их. Једна ствар по којој би се могао разликовати од [људи своје генерације] је то што је био више практичан човек. Пошто је био довољно храбар да има своје мишљење, говорио је против преовлађујуће друштвене теорије и због тога је био подвргнут остракизму у временима када је ићи против жита било незамисливо.“ „Мој отац је сматрао да је [Фетово] највеће богатство способност самосталног размишљања: увек је имао своје идеје, никада их није позајмљивао од других људи“, сећа се Иља Лвович Толстој.
Фетов „култ домаћинства” сматрао је „грађански рад” још једним високим идеалом. За њега је „природан“ однос према послу био аналоган љубави, која је служила као веза са природом и имала је потенцијал да врати хармонију друштву које га је изгубило. У Фетову „филозофију рада“ уграђен је романтични појам слободе. Залагао се за слободан развој људског карактера и упозоравао на претерано регулисање друштвеног живота. „Вешти учитељ треба да научи да се уздржи од уклањања онога што му се чини као ружне карактеристике његовог предмета. Одсеците криве гране младој јелки и убићете је... Чекајте четрдесет година и видећете право и снажно дебло са зеленом круном“, писао је Фет 1871.

## Приватни живот
Јаков Полонски се често чудио дуалности карактера свог пријатеља и начину на који је успео да створи уметнички свет који би изгледао као савршен противотров његовој приземној личности. У једном од својих последњих писама написао је: „Какво си ти створење, само не могу да те разазнам. Откуд ови неукусно јасни, идеалистички узвишени, младалачки стихови? Да ли би Шопенхауер или било који други филозоф могао да стоји иза порекла ових ваших лирских расположења, психичких процеса који стоје иза тога? У искушењу сам да посумњам да тамо доле, усред блиставе светлости, вреба неко друго биће, невидљиво за нас, обичне смртнике, са плавим очима и крилима иза! Ти си остарио, а он остаје млад. Све поричеш док је верник. Презиреш живот док он, на коленима, спремно бризне у плач када присуствује било којој од његових правих манифестација! . ." 
Према Владимиру Семенковичу, обични људи су се дивили Фету. „Права врста барина “, како су га звали сељаци. А то се говорило о 'барину' који се никада није устручавао да храбро каже истину, и сељацима, а не само људима из своје класе“, написао је он  Сељаци су Фета веома поштовали због, између осталог, његове способности да склапа мир између завађених странака своје сеоске заједнице, при чему се све време изражавао на најдиректнији начин. „Фет је био један од ретких људи [у Русији] који би се могли описати као ’класични‘ Европљани, у најбољем смислу ове речи; својим огромним образовањем и деликатним манирима подсећао је на француске маркизе из бољих времена“, Семенкович мишљења.
Никада отворена особа, током година Фет је постао још тајновитији и егоцентричнији. „Никада, колико се сећам, није исказао било какво интересовање за туђи унутрашњи свет“, написала је Татјана Кузминскаја, снаја Лава Толстоја, којој је Фет посветио једну од својих најлепших песама („Ноћ је била сијало, дрвеће је било пуно месечине..."). Према Сергеју Толстоју, Фет, кога је Чајковски сматрао 'више музичарем него песником', упоређујући га са Бетовеном, је био "равнодушан према музици и чуло се да је назива 'ништа осим непријатном буком'".
Одбациван као непријатан и груб од стране Толстојеве деце, Фета је обожавао и сам господар Јасне Пољане . „…Разлог зашто се дивимо једни другима је тај што смо нас двоје људи који су способни да размишљају са, да употребите свој израз, „умом срца“ а не „умом мозга““, написао је Толстој у једној публикацији од 28. Писмо из 1867. „Интелектуално си супериорнији од свих осталих који су око мене. Ти си једини који [мојем уму] може дати ову 'другачију врсту хлеба' да се заситим“, признао је он другом приликом. „Ви сте један од ретких људи које сам упознао у животу који су, задржавши потпуно рационалан став према животу, увек стајали на његовој ивици, зурећи у нирвану. [Људи попут вас] виде живот јасније завирујући у безвременост, јер на тај начин увелико јачају своју [земаљску] визију“, написао је Толстој у писму из априла 1876.